# 후세인 아메드 살레
후세인 아메드 살레(아랍어: حسين أحمد صلاح)는 지부티의 전직 육상 선수(1956년 12월 31일 ~ )로 1988년 서울 올림픽 마라톤에서 동메달을 획득하였다. 그는 1987년과 1991년 세계 육상 선수권 대회 마라톤에서 은메달을 땄다. 추가로 그는 1985년 IAAF 마라톤 월드컵을 우승하였다.

## 인물 정보
그의 개인 최고 전력은 1988년 로테르담 마라톤에서 이룬 2시간 07분 07초였다. 그와 우승자 벨라이네 덴사모는 둘다 카를루스 로페스의 세계 기록 2시간 07분 12초보다더 빨리 달렸다. 살레의 2시간 07분 07초는 현재 지부티를 위한 국내 기록이다.
그는 또한 10000m에서 28분 17.4초의 국내 기록을 보유하고 있으며, 유일하게 올림픽 메달을 딴 지부티 선수이다.